# Хуль (коммуна)
Хуль (норв. Hol) — коммуна в губернии Бускеруд в Норвегии. Административный центр коммуны — город Хуль. Официальный язык коммуны — нейтральный. Население коммуны на 2007 год составляло 4438 чел. Площадь коммуны Хуль — 1858,4 км², код-идентификатор — 0620.

## История населения коммуны
Население коммуны за последние 60 лет.